# NGC 5293
NGC 5293 este o galaxie spirală situată în constelația Boarul. A fost descoperită în 21 martie 1784 de către William Herschel.